# Raúlo Cáceres
Raúlo Cáceres (Córdoba, 1976) Es un ilustrador, dibujante y autor de cómics español, conocido principalmente por sus trabajos para la editorial americana Avatar Press. Toda su obra se caracteriza por la mezcla de géneros extremos como el gore y la leyenda esotérica, plasmados con un estilo que destaca por el claroscuro más tenebrista y las composiciones de página barrocas.

## Biografía

### Inicios en el cómic erótico
Licenciado en Bellas Artes, Raúlo Cáceres comenzó su carrera profesional en 1998 en la revista Wetcomix (Megamultimedia) y estuvo trabajando en este género hasta 2007. Su primer trabajo fue la serie vampírica Elizabeth Bathory, inspirada libremente en la infame condesa Erzsébet Báthory y otras leyendas de vampiros. Luego realizó Cuentos Mórbidos, una serie de relatos que trataban misterio (mitología, leyendas urbanas, criptozoología o posesiones satánicas). También inició Justine y Juliette una adaptación a cómic de las novelas del Marqués de Sade. En la revista Eroscomix (Dolmen) publicó Aguas Calientes, que trata sobre los cultos paganos matriarcales y las vírgenes negras, y Sexotérica.  
Todas estas series tuvieron diversas reediciones dentro y fuera de España: En EE. UU. con Eroscomix (Fantagraphics Books) y NBM, y en Holanda con Librepress. Berenice publicó los álbumes recopilatorios de Elizabeth Bathory y Aguas Calientes en  2007 y 2008 respectivamente. En 2009, aprovechando las posibilidades de la autoedición del sistema Bubok, Raúlo reunió los distintos capítulos de sus Cuentos Mórbidos en un solo volumen, el cual Tabou Editions publicaba en Francia en 2017 con el título Légendes Perverses. Desde 2009 a 2012, Justine y Juliette fue editado en formato álbum mediante imprenta a demanda por Viaje a Bizancio Ediciones; en 2013 fue publicado en Francia por Tabou Editions y en 2019 en República Checa por Argo . Todas estas obras de temática pornográfica fueron compiladas en un solo volumen bajo el título Libertinas, editado por Editores de Tebeos en 2012. La edición francesa de Aguas Calientes, Les Saintes Eaux. Voyage en pornographie sacrée, saldría en 2020 de la mano de Tabou. 
Desde 2009 fue miembro habitual de la revista Killer Toons 2.0, de Ediciones Canallas, donde realizó cómics y portadas, destacando la serie Domina Rebus Sadomatrix, escrita por el guionista Tito Alberto.

### Ilustración para juegos de rol y de mesa
En el campo de la ilustración destacan sus trabajos para Aquelarre, juego de rol demoníaco medieval (Proyectos Editoriales Crom) o sus ilustraciones complementarias para el Juego de rol del capitán Alatriste (Devir). También ha ilustrado juegos de mesa, como el juego de cartas Córdoba (2008), creado por Reiner Knizia, editado por la asociación cultural Jugamos Tod@s y el IAJ de la Junta de Andalucía, y Palacio de Viana (2010), un juego de mesa de Jesús Torres Castro producido por Tienda de Calidad. Para la editorial Nosolorol realizó los dibujos de Edén (2017), un juego de rol de temática pulp, cavernícolas y extraterrestres, escrito por Gabriel Soriano.

### Etapa en Avatar Press
De 2007 a 2018 trabajó para la editorial americana Avatar Press. Como portadista ha participado en Lady Death Swimsuit, Doktor Sleepless de Warren Ellis, Night of the living dead de Mike Wolfer y John Russo, Crossed: Family Values de David Lapham,  Night of the living dead: Aftermath, de David Hine y German Erramouspe, God is dead, Belladonna, Jungle Fantasy, Hellina, Lookers, The Ravening y Crossed, para las que ha realizado numerosas portadas especiales. Destacan sus portadas de edición limitada sobre la obra de H.P. Lovecraft para la serie Providence, de Alan Moore. Como dibujante se ha encargado de los siguientes cómics: Belladonna de Brian Pulido; 2001 Maniacs (protosecuela para cómic de la película 2001 Maniacs) de Tim Sullivan; Crécy (novela gráfica sobre la Batalla de Crécy de la Guerra de los Cien Años), Gravel, y el Captain Swing and the electrical pirates of Cindery Island, obras escritas por Warren Ellis. En la serie Crossed ha dibujado los siguientes arcos argumentales: Crossed: Psychopath de David Lapham,  Crossed: Badlands. Conquers all (#19-20) de Simon Spurrier, Crossed: Badlands. The Fatal Englishman (#25-28) de Garth Ennis, y Crossed: +100 Mimic (#1-5) de Pat Shand. Entre 2013 y 2014 dibujó la serie The extinction parade, una adaptación a cómic del relato homónimo escrito por el experto en zombis Max Brooks. En 2015 dibujó Code Pru, una miniserie de humor y terror, guionizada de Garth Ennis. Estos dos comicbooks fueron la precuela de una serie por entregas con el mismo título, Code Pru, que se publicó entre 2016 y 2017 en Cinema Purgatorio, junto con historias de otros autores como Max Brooks o Alan Moore. En 2017 también participó en la serie de acción y erotismo Unholy con guion de Christian Zanier.

### Ilustración underground y obras recientes
Tras once años en Avatar Press, Raúlo aborda algunos proyectos personales y así surge Galería de Engendros (2019), un homenaje a los álbumes de cromos monster y a los bestiarios medievales, escrito por Tito Alberto y publicado por el sello Evolution Comics de Panini. Entre 2019 y 2021 las marcas underground Fuzz T-Shirts, Crash Comics, Exhumed Movies y Miskatonik Videos se unen para editar sus últimos trabajos, como Horror Artwork, una colección de láminas impresas que homenajea a las grandes figuras del cine fantaterror y explotation, o Insania Tenebris, una antología ilustrada de relatos inspirados en la obra de Lovecraft escritos por el grupo Los Bastardos de Abdul Alhazred. También colabora con distintos sellos discográficos para ilustrar las portadas de discos de bandas de metal extremo como Goreatorium, Acidbrain, WxOxBx, Ashdöd, Orthodox o Viscera///. En 2021 Dolmen editorial publica Arn, el navegante, un cómic guionizado por Házael González, dentro del universo de sus propias novelas: la saga de las Historias de la Tierra Incontable, también ilustradas por Raúlo.

## Obra

### Historietas
- Elizabeth Bathory (2003), guion y dibujos de Raúlo Cáceres, Eroscomix (Fantagraphics Books).
- Morbid Tales (2004), guion y dibujos de Raúlo Cáceres, Eroscomix (Fantagraphics Books).
- Belladonna #0 (2007), guion de Brian Pulido, dibujos de Raúlo Cáceres, Avatar Press.
- Crécy (2007), guion de Warren Ellis, dibujos de Raúlo Cáceres, Avatar Press.
- 2001 Maniacs (2007), guion de Tim Sullivan, dibujos de Raúlo Cáceres, Avatar Press.
- Gravel (2007-2008), episodios #0, #1 y #2, guion de Warren Ellis, dibujos de Raúlo Cáceres, Avatar Press.
- Elizabeth Bathory. El viaje del ataúd maldito (2007), guion y dibujos de Raúlo Cáceres, Berenice.
- Aguas Calientes (2008), guion y dibujos de Raúlo Cáceres, Berenice.
- Heavy Metal (may 2008 Volume XXXII No 2), (Métal Hurlant), cómic "The white serpent", guion y dibujos de Raúlo Cáceres, Metal Mammoth.
- Cuentos Mórbidos (2009), guion y dibujos de Raúlo Cáceres, autoeditado con el sistema Bubok.
- Justine y Juliette (2010), guion y dibujos de Raúlo Cáceres, Viaje a Bizancio.
- Captain Swing and the electrical pirates of Cindery Island (2010), guion de Warren Ellis, dibujos de Raúlo Cáceres, Avatar Press.
- Crossed: Psychopath (2011), guion de David Lapham, dibujos de Raúlo Cáceres, Avatar Press.
- Crossed: Badlands. Conquers all(#19-20) (2012), guion de Simon Spurrier, dibujos de Raúlo Cáceres, Avatar Press.
- Crossed: Badlands. The Fatal Englishman (#25-28) (2013), guion de Garth Ennis, dibujos de Raúlo Cáceres, Avatar Press.
- The extinction parade (2013), guion de Max Brooks, dibujos de Raúlo Cáceres, Avatar Press.
- The extinction parade: War' (2014), guion de Max Brooks, dibujos de Raúlo Cáceres, Avatar Press.
- Code Pru (2015), guion de Garth Ennis, dibujos de Raúlo Cáceres, Avatar Press.
- Code Pru (2016), guion de Garth Ennis, dibujos de Raúlo Cáceres, incluida en Cinema Purgatorio, Avatar Press.
- Unholy (2017), guion de Christian Zanier, dibujos de Raúlo Cáceres, Avatar Press.
- Edén (2017), textos y sistema de Gabriel Soriano, dibujos de Raúlo Cáceres, Nosolorol.
- Crossed: +100 Mimic (#1-5) (2018), guion de Pat Shand, dibujos de Raúlo Cáceres, Avatar Press.
- Galería de engendros (2019), textos de Tito Alberto, dibujos de Raúlo Cáceres, Evolution Comics (Panini España).
- Horror Artwork (#1--4) (2019-2021), dibujos de Raúlo Cáceres, Exhumed Movies, Miskatonik Videos y Fuzz T-Shirts
- Insania Tenbris (2020), textos de Los bastardos de Abdul Alhazred, dibujos de Raúlo Cáceres, Exhumed Movies, Miskatonik Videos, Crash Comics y Fuzz T-Shirts.
- Arn, el navegante (2021), guion de Házael González, dibujos de Raúlo Cáceres, Dolmen editorial.

### Portadas
- Lady Death Swimsuit (2007), portafolios, Varios autores, Avatarpress.
- Lady Death Odyssey #1 10th Anniversary Print Set (2008), Avatarpress.
- Doktor SLeepless (2007-2008), portadas (#1- 13 Wraparound, #1, 2, 3 Color Wraparound), guion de Warren Ellis, Avatarpress.
- Night of the living dead (2010), portadas ("#1 Auxiliary", "#1 - #5 Wraparound", "Holiday Special #1 Wraparound"), Guion de Mike Wolfer y John Russo, Avatarpress.
- Crossed: Family Values (2010), portadas ("#3 Shopping", "#3 Slam Dunk", "#3-7 Auxiliary") Guion de David Lapham , dibujos de Javier Barreno, Avatarpress.
- Night of the living dead: Aftermath(2012), portadas ("#1-#6, #7 Reg", "#1Tasty CVR", "#1 Austin VIP", "#1-#5 Gore CVR", "#1-#6, #7 Terror Order Incentive CO", "#1-#7 Wraparound CVR"), guion de David Hine y dibujos de German Erramouspe, Avatarpress.
- Crossed: Badlands (2012-2016), portadas ("#15, #16, #17, #19, #20, #22, #23, #24, #25, #26, #33, #34, #95, #96, #98, #99 Reg", "#10, #11, #12, #13, #14, #15, #16, #17, #18 Auxiliary ED", "#7, #8, #9, #11, #12, #13, #16, #19, #20, #25, #26, #27, #28, #82, #84, #93, #94, #95, , #96 Wraparound", "#14 New York Comic Con - VIP", "#15, #16, #17, #19, #20, #22, #23, #24, #25, #26, #33, #34 Red Crossed Order Incv CVR", "#15,#16, #18, #19, #20, #22, #23, #24, #25, #68, #75, #76, #77, #78, #81, #82, #95, #96, #98, #99 Torture" "#25, Retailer bonus order INCV CVR", "#19, #20 End of the world CVR A", "#75, #95, #96, #98, #99 Red Crossed", "#75 Ritual", "#75 School Day"), Varios autores, Avatarpress.
- God is dead (2013), portadas ("#35 Gilded", "#35 Iconic", "37 Enchanting", "#37 End of Days", "#36 Enchanting", "#36 Gilded"," #36 Iconic", "#32 End of Days", "#33 Enchanting", "#33 Gilded", "#33 Iconic", "#34 Gilded", "#34 Iconic"), Varios autores, Avatarpress.
- Crossed: One Hundred (2014), portadas ("#17, #18 Wishful Fiction", "#17 American History X Wraparound"), Varios autores, Avatarpress.
- Belladonna (2016), portadas ("#1, #1 nude, #2, #2 nude, #3, #3 nude, #4, #4 nude Blood Lust", "Annual 2017 Wraparound, Annual 2017 Wraparound Nude"), Varios autores, Avatarpress.
- Jungle Fantasy (2016), portadas (Vixens: "#1, #1 nude, #2, #2 nude Wraparound", Survivors: "#1, #1 nude, #2, #2 nude, #3, #3 nude Wraparound", Ivory: "#1, #1 nude, #1 KS, #1 KS nude #2, #2 nude, #3, #3 nude, #4, #4 nude, #6, #6 nude, #7, #7 nude, #8, #8 nude Natural Beauty", "#1, #1 nude, #1 KS, #1 KS nude #2, #2 nude, #3, #3 nude, #4, #4 nude, #5, #5 nude, #6, #6 nude, #7, #7 nude, #8, #8 nude Wraparound", "Annual 2017 Wraparound, Annual 2017 Wraparound nude"), Varios autores, Avatarpress.
- Hellina (2016), portadas ("#1, #1 nude, #1KS, #1 KS nude, #2, #2 nude, #3, #3 nude Sacrilege", Scythe: "#1, #1 nude, #2, #2 nude, #3, #3 nude, #4, #4 nude Sacrilege"), Varios autores, Avatarpress.
- Lookers (2016), portadas ( #0 Sexy Sleuths, #0 Sexy Sleuths Nude, #0 KS Sexy Sleuths, #0 KS Sexy Sleuths Nude), guion de Mike Costa, dibujos de Renato Camilo y Ron Adrian, Avatarpress.
- Ravening (2016), portadas ("#1, #1 nude Bloodplay", "#1, #1 nude Death Metal", "#1, #1 nude, #1 KS, #1 KS nude, #2, #2 nude, #3, #3 nude, #4, #4 nude Tempation", "#1, #1 nude, #2, #2 nude, #3, #3 nude, #4, #4 nude Wraparound"), guion de Jai Nitz, dibujos de Jack Jadson, Avatarpress.
- Providence (2016), portadas ( #11 Century Edition- Mi-Go, #11 Century Edition- Final Words, #11 Century Edition- Red Hook, #11 Century Edition- Great Race, #11 Century Edition- Dunwich, #11 Century Edition- Witch House, #11 Century Edition- Mountains of Madness, #11 Century Edition- Unnamable, #11 Century Edition- HPL, #11 Century Edition- Moon Bog), guion de Alan Moore, dibujos de Jacen Burrows, Avatarpress.